# Palazzo dell’Ambrosiana
A Palazzo dell’Ambrosiana egy milánói palota, mely otthont ad a híres Ambrosiana-könyvtárnak (Biblioteca Ambrosiana) valamint az Ambrosiana-képtárnak (Pinacoteca Ambrosiana). Az egykori San Sepolcro-templom ma a palota része.

## Leírása
A barokk stílusú palota 1603-1609 között épült Lelio Buzzi és Francesco Maria Ricchino építészek tervei alapján a Federico Borromeo kardinális alapította Ambrosiana Intézet számára. Az épület a San Sepolcro (mely ma része) és a Santa Maria della Rosa (1829-ben lebontották) templomok közé épült. A kardinális a Piazza San Sepolcróra néző egyemeletes épületrészben, melyet Fabio Mangone tervezett, rendezte be a könyvtárat, melynek anyagát több európai és közel-keleti országból gyűjtötte össze. 1618 és 1625 között a kardinális megalapította a művészeti akadémiát ezzel megalapozva a jövőbeni képtárat. A palota zárt udvarát híres gondolkodók szobrai díszítik.

## Könyvtár

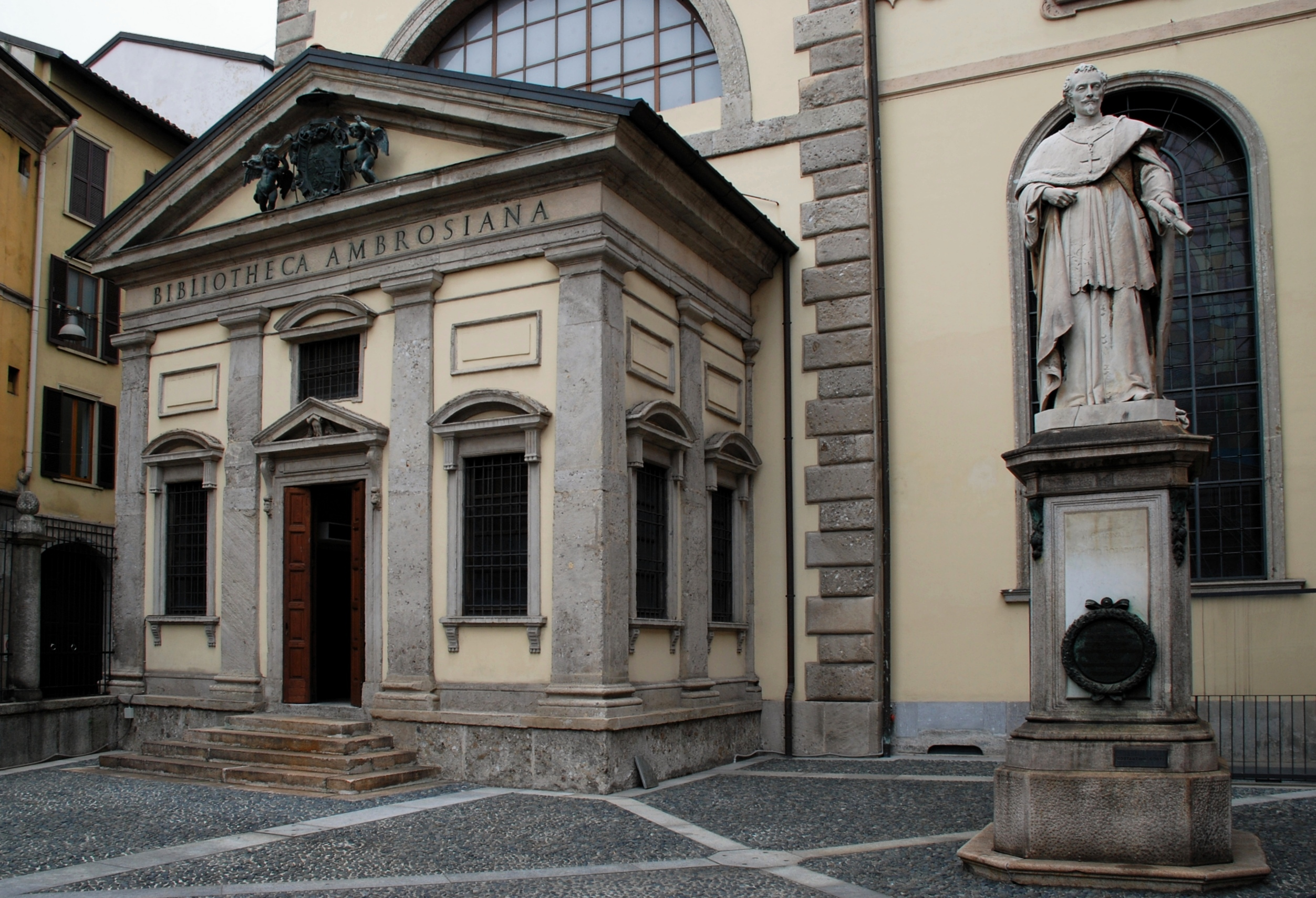
A könyvtár bejárata

A világhírű Biblioteca Ambrosiana a palota földszintjét foglalja el és több mint 400 000 kötetet, 30 000 kéziratot és 2500 ősnyomtatványt tartalmaz. Ezek között nagy értéket képvisel egy illusztrált Iliasz, továbbá pergamenre írt Plautus-, Cicero- és Vergilius-művek, egy gót biblia, Leonardo da Vinci híres Atlanti-kódexe, ezenkívül arab, héber és egyéb keleti kódexek. Igen értékesek Lucrezia Borgia levelei, amelyek írójuk hajfürtjével együtt vannak kiállítva. A régi könyvek közül említésre méltó egy 1353-ból származó Isteni színjáték.

## Képtár
A híres képtár, a Pinacoteca Ambrosiana a palota emeleti termeit foglalja el. A gyűjtemény alapját Federico Borromeo kardinális által összegyűjtött festmények képezik. A gyűjtemény néhány érdekessége: Csendélet kosárral (Caravaggio), A három királyok imádása (Caravaggio), Egy nemes hölgy portréja (Leonardo da Vinci), Gaffurio muzsikus képe (Ambrogio de Predis), Madonna di San Michele (Bramantino), Mária Magdolna (Tiziano),  Egy püspök portréja (Tiepolo), A szűz és a gyermek Jézus (Botticelli).

## San Sepolcro-templom
A San Sepolcro-templom helyén 1040-ben Benedetto Rozona építette az első templomot, melyet a Szentháromságnak ajánlott. Már 1100-ban átépítették, annak emlékére, hogy Milánóból számosan – közöttük Anselmo püspök – részt vettek az első keresztes hadjáratban. Ekkor kapta a templom mai nevét is (A Szent Sír-templom). A 14. században újabb teljes átépítés következett, s ebben az időben bővítették a két oldalhajóval. Az évszázadok során még többször is átalakították, de a 19. század utolsó éveiben végrehajtott rekonstrukció eredményeképpen a templom két négyzet alapú tornyával ismét lombardiai román stílusú lett. A templombelső viszont számos barokk elemet tartalmaz. Jellegzetes a kereszthajó két végén levő kápolnákban elhelyezett két színes terrakotta-csoport. A fekete és fehér márványból készült főoltár a 18. századból származik. A kripta a 11. századból származik és karcsú oszlopok osztják öt hajóra Az apszis előtt egy 14. századi szarkofágot helyeztek el, a Szentföldről származó ereklyékkel, mellette Borromeo Szent Károly terrakotta szobra áll.